# Lancaster (village, New York)
Pour les articles homonymes, voir Lancaster.
Ne doit pas être confondu avec Lancaster (New York).
Lancaster est un village situé dans le comté d'Érié, dans l'État de New York, aux États-Unis. En 2010, il comptait une population de 10 352 habitants, estimée au 1er juillet 2020 à 10 027 habitants.

## Démographie
Lors du recensement de 2010, le village comptait une population de 10 352 habitants. Elle est estimée, en 2020, à 10 027 habitants.